# Uňja
Uňja (rusky Унья) je řeka v Komiské republice v Rusku. Je dlouhá 163 km. Povodí řeky je 2890 km².

## Průběh toku
Teče po západním svahu Severního Uralu. Ústí zleva do Pečory.

## Vodní režim
Zdrojem vody jsou převážně sněhové srážky. Průměrný roční průtok vody ve vzdálenosti 39 km od ústí činí 45 m³/s. Zamrzá v říjnu až v první polovině listopadu a rozmrzá na konci dubna až v květnu. Nejvyšších vodních stavů dosahuje v květnu a v červnu.

## Využití
V řece dochází ke tření atlantských lososů.